# 漢民族
漢民族（かんみんぞく）は、主に中華人民共和国および中華民国（台湾）にいる民族。
中華人民共和国の民族識別工作では漢族と呼ばれ、中華人民共和国の人口の90%以上を占める。漢人ともいう。華僑として華人・唐人と自称することが多い。
漢民族とは日本でしか呼ばない言葉で中国国内で、彼らは秦朝、漢朝、唐朝、宋朝、明朝などのいくつかの中華帝国を築いた。
注意すべきなのは、「漢民族」という言葉が近代になって現れたことである。これまでは「漢人」と呼ばれていた。「漢民族」は近代に西洋の概念を導入して定型化した名詞で、「漢人」という言葉は古代中国ではずっと文化共同体の名称に似ていた。

## 漢民族の形成
漢民族の由来は中国の漢の時代に遡る。漢人の起源は劉邦が項羽によって、中国の西部にある漢中に左遷され漢王になった後、漢朝を建国したことが起源である。
シンガポール日本文化協会会長 顔尚強によれば、「漢民族はその昔、漢民族とは称されておらず、華夏族と称されていた。漢民族という名称は漢王朝（BC 206～AD 220）の時代から今日まで使われてきてはいるが、今でも本土の中国人は中国のことを華夏、中華文明を華夏文明と呼ぶことがある。しかし、漢民族は鮮卑やモンゴルなどの異民族や朝鮮の王朝の高句麗の侵略と和人海賊の侵略などを長い時間受けて、漢民族は異民族と混血されて形成された。学者によると、周王朝（紀元前1066年 - 256年）の創立者である武王が殷（商）王朝(紀元前16世紀 - 紀元前1066年）の末代の帝辛（紂王）を討ち取った後、中原に定住し、その一族を中国の伝説上の先聖王である神農・黄帝・堯・舜に因んで「華族」と称した。また夏王朝（紀元前21世紀 - 紀元前16世紀）の創立者の大禹の末裔が「夏族」と称されていたことから、中原に居住していた族群を「華夏族」と称するようになったと言われている。当時の彼らの文化は華夏文化あるいは華夏文明として近隣の東夷族や北狄族、西戎族、南蛮族に賞され、模倣され、ついに中国大陸の東西南北へと拡大していった。このように数千年間に渡るプロセスにより、華夏系は他の民族系を吸収したり影響されたりしながら今日の漢民族を形成してきたのである。
紀元前221年、秦の始皇帝が中国を統一した。秦の支配から楚が独立し、その後、劉邦が紀元前206年西部、漢中に左遷され、漢王になった。 その後、左遷された漢中という単語を起源とし、漢を建国した。これは漢族の由来である。
林恵祥は著書『中国民族史』で漢民族は華夏族を中心として東夷系、荊呉系、百越系及び東胡系、匈奴系などの民族を吸収し形成した民族であると論じている。黄河の上・中流を中心に居住していた華夏系は黄河の下流の東夷系、長江の中流の荊呉系及び珠江を中心とした百越系と融合及び統合のプロセスを通して漢民族に生まれ変わったわけである。
漢族は周辺の異民族の征服王朝の支配を受け、混血され形成された民族概念である。ゆえに、異民族の出身であっても漢族の文化伝統を受け入れれば、漢族とみなされる。4世紀頃から北方の鮮卑などの北方遊牧民族に華北平原を支配され（→五胡十六国時代）、この結果、中原に居住していた漢民族部は南方に移動（→客家）した。また、のちの遼や金、元や或いは後金やその後身の清などといった征服王朝期によって漢民族は非支配層に転落した。

## 漢民族の民系及び方言
| 北方民系 | 長江以北に広く分布し、北方官話を母語とする。                                                                       |
| 晋綏民系 | 山西省、陝西省北部、内蒙古西部等に分布し、晋語を母語とする。                                                       |
| 呉越民系 | 江蘇省南部、上海市、浙江省、安徽省南部及び江西省北東部に分布し、呉語を母語とする。                                 |
| 広府民系 | 広東省、広西省、海南省、香港及びマカオに分布し、粤語を母語とする。                                                 |
| 閩海民系 | 福建省、広東省、海南省、浙江省の一部に分布し、閩語を母語とする。                                                   |
| 湖湘民系 | 湖南省、広西チワン族自治区の一部に分布し、湘語を母語とする。                                                       |
| 贛鄱民系 | 江西省、湖南省東部、湖北省南東部、安徽省南西部及び福建省の北西部に分布し、贛語を母語とする。                       |
| 客家民系 | 広東省東部、福建省西部、江西省南部、湖南省東南部、台湾西部及び四川省の一部に分布し、客家語を母語とする。           |
| 巴蜀民系 | 四川省、重慶市などに分布していたが、度重なる大戦乱により絶滅。以降は湖広人の末裔が移り住み、西南官話を母語とする。 |

## 異民族の拡張と異民族による漢民族の支配
北魏の鮮卑族の拓跋氏によって中国北部が征服され北魏以降からは漢民族は被支配民族へと転落した。五胡十六国時代から始まった異民族の大移動と拡張によって、征服された漢民族は抵抗をやめ異民族に忠誠を誓うか華南に逃げるかの選択肢に迫られた。五胡十六国時代には異民族による漢民族男性の虐殺も頻繁にあった。最後は満洲族（女真族）が漢民族最後の王朝である明朝を滅ぼし数百年の間、漢民族を支配した。異民族の支配によって華北と華南の漢民族の遺伝子には非常に大きい違いが見られる。満洲族と異民族の支配によって現在の漢民族は混血化されている。

### 19世紀以降の漢民族
ところが、清代中期以降状況が大きく変化する。領域内の平穏と安定した経済、トウモロコシやサツマイモ等の新たな農業作物によって増え続けていた人口だったが（18世紀前半には推定2億人だった人口はわずか100年後の19世紀前半にはその2倍、推定4億人を突破したとされる）、イギリスなどの政策転換による銀の流入の減少（阿片戦争参照）、18世紀後半以降の全地球単位の寒冷化（異説もある）に伴う生産力の低下、さらに、太平天国の乱などの清末の一連の反乱により支えきれなくなった。ついに、19世紀後半には人口爆発とも呼べる事態が発生、大量の漢民族の周辺地域への拡散移動が始まった。
河北・山東など華北の人口は内モンゴル・満洲へ移動し、華南の人口は東南アジア各地を中心に、一部は日本・朝鮮、さらにはアメリカ・オーストラリアなどに移住した。このうち、満洲（現在の中国東北部）は中国内地との隣接区域であり、圧倒的な漢民族の人口圧によって事実上内地化した。例外的に、地理的に中国本土と最も地理的・文化的に近接しているはずの韓国のチャイナタウンについては、20世紀半ばから後半期にかけて衰退し、ついには消滅してしまった。理由として、朴正煕時代などの強い民族主義・反共主義政策などが挙げられるが、極めて特異な例として注目される。

### 東南アジアの華人
東南アジアなどでは華僑・華人となり、自らの居住区として各地にチャイナタウンを作り上げている。シンガポールでは華人が最多数派である。マレーシア・インドネシアでは、かつて経済の主導権を握っており、そのため現地で多数派を占めるマレー人など在来民族との摩擦があった。
タイの華人はタイ人に同化する傾向が強く、また、タイ人の中にも中国由来の文化が取り入れられ、経済的にも政治的にも完全にタイ人と一体化している。政府の要職を占める華人も少なくない。
フィリピンでも華人はフィリピン人に同化する傾向にある。明・清時代からの古い華人が多く、現地化や混血が進んでいる。現在でも中国語を話し、中国の習慣を残している者は60万人から100万人程度と推定される。コラソン・アキノやロドリゴ・ドゥテルテなど、大統領経験者にも華人の血が流れている。
ミャンマー（ビルマ）では、おもに国共内戦期以降の国民党勢力の逃避行に始まる雲南省からの華人の流入が今でも続いている一方で、前近代から移住してきた土着の華人のグループもある。彼らはミャンマー中央政府から先住少数民族と認められ、「コーカン族」と称されている。コーカン族の主な居住地はシャン州北部の雲南省との国境地帯であり、コーカン地区と称される。

## 遺伝子
異民族による支配が長かったため、中国北部と中国南部の漢民族の遺伝子には非常に大きい違いが見られる。

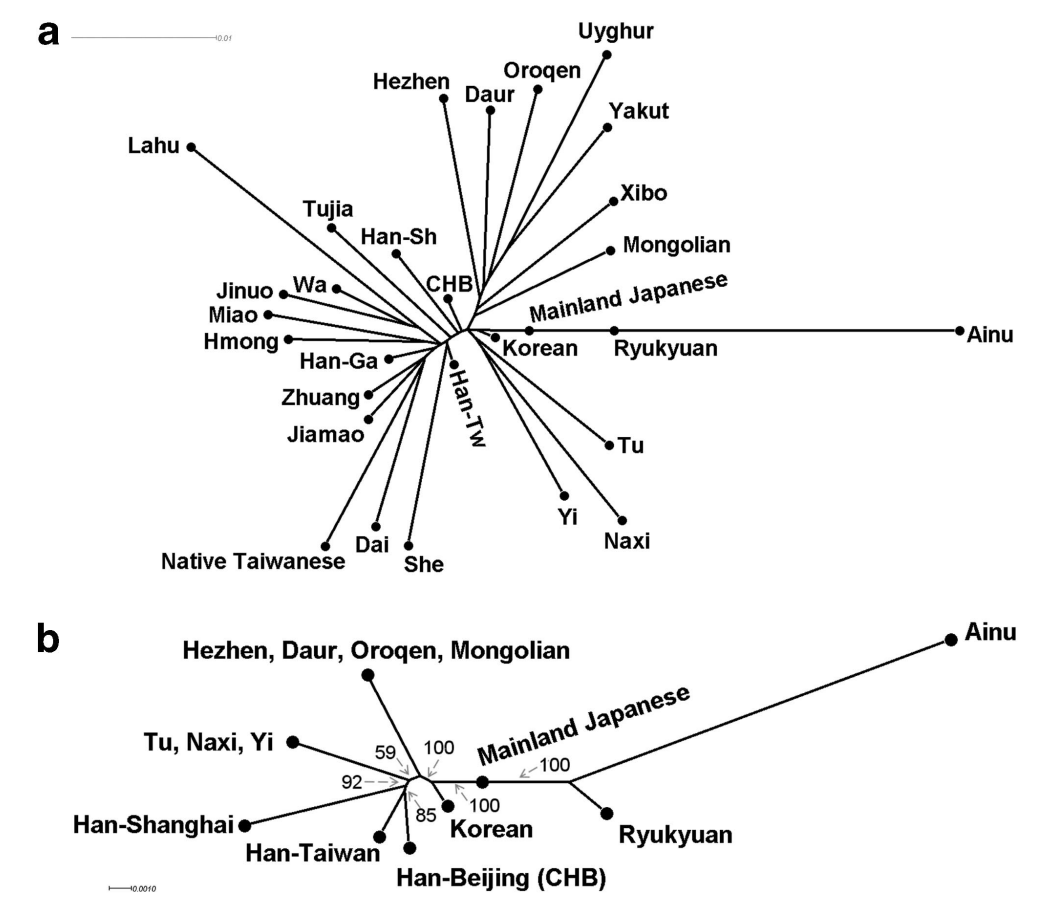
本土日本人 (Mainland Japanese)、琉球人 (Ryukyuan)、アイヌ人 (Ainu)と他のアジア民族集団の系統樹。

漢民族のY染色体ハプログループはO2系統が圧倒的多数を占め、最大65.7%観察される。その他のY染色体ハプログループに関しては地域差が激しいが、オーストロネシア語族との関連が想定されるO1a系統も一部（特に上海を中心とする華東地方）で多く観察される（華東地方出身者167人中40人、即ち24%のサンプルに観察された例がある)。両広地方（広東省及び広西チワン族自治区)の一部ではO1b1系統（オーストロアジア語族と関連）も約30%観察されている。 C2系統は中国東北部（旧満洲）の漢族では約17% [15% ~ 23%]、華北の漢族では約14% [11% ~ 18%]、華南の漢族では約7% [0% ~ 22%]観察された例がある。
最近の研究から、東アジア人（モンゴロイド）を特徴付ける遺伝子があることがわかった。